# 阿拉帕區
阿拉帕區（西班牙語：Distrito de Arapa），是秘魯的一個區，位於該國東南部普諾大區的阿桑加羅省，面積329.85平方公里，海拔高度3,838米，2005年人口10,178，人口密度每平方公里31人。